# Monalisa Perrone
Monalisa Gomes Perrone (São Paulo, 12 de novembro de 1969) é uma jornalista e apresentadora de telejornal brasileira.

## Carreira
De família de professores, Monalisa formou-se em Comunicação Social pela Pontifícia Universidade Católica de São Paulo e, ainda durante a faculdade, chegou a trabalhar em uma locadora de veículos. Mesmo na faculdade, começou sua carreira na Rádio Jovem Pan de São Paulo, como repórter e trabalhou também por um período na Rádio Bandeirantes, onde apresentou o programa Manhã Bandeirantes e também foi repórter. Também atuou na TV Bandeirantes, como apresentadora do jornal local Acontece.
Após um período, transferiu-se para a TV Globo São Paulo, inicialmente foi gerente de operações e de jornalismo e após um certo tempo fez por mais de uma década, reportagens especiais para todos os telejornais da emissora, sempre baseada em São Paulo. Neste período foi também apresentadora eventual do jornais locais SPTV, Bom Dia São Paulo e do Bom Dia Brasil (na participação de São Paulo).
No dia 31 de outubro de 2011, em um link ao vivo que fazia para o Jornal Hoje no Hospital Sírio-Libanês noticiando sobre o tumor do ex-presidente Luiz Inácio Lula da Silva, foi empurrada por membros do grupo Merd TV. A Rede Globo prometeu acionar o grupo Merd TV judicialmente e passou, como medida de precaução, a utilizar durante as reportagens seguintes fitas de isolamento em volta das equipes de jornalismo.
Em janeiro de 2015, passou a fazer parte do rodízio de apresentadores do Jornal Hoje.
Em 19 de março de 2016, fez sua estreia na equipe de apresentadores de sábado do Jornal Nacional e em setembro do mesmo ano, fazendo parte da equipe de apresentadores eventuais do Bom Dia Brasil.
Em 3 de setembro de 2019, Monalisa Perrone deixa a TV Globo após receber uma proposta da CNN Brasil, onde foi âncora do Expresso CNN e do Jornal da CNN.

### Cobertura do Carnaval
Monalisa sempre atuou na transmissão dos Desfiles das Escolas de Samba de São Paulo, como repórter. Em 2014, foi elevada ao posto de narradora desse desfile, junto com Chico Pinheiro, com quem já tinha apresentado os telejornais locais da TV Globo São Paulo. Ela foi muito elogiada em sua postura perante esse desfile.

### Hora Um da Notícia
A partir de 1º de dezembro de 2014, Monalisa se tornou a apresentadora titular do jornal Hora Um da Notícia, novo telejornal da Rede Globo, exibido das 4h às 6h da manhã (nos primeiros anos, ia ao ar às 5h) com o objetivo de atender aos trabalhadores que saem cada vez mais cedo de casa direto da filial paulistana.
Na madrugada do dia 29 de novembro de 2016, Monalisa entrou no ar às 4h10 da madrugada (horário brasileiro de Verão) pelo Plantão da Globo, informando sobre a queda do avião que levava a delegação da Chapecoense para a Colômbia, onde o time catarinense jogaria a primeira partida da  final da Copa Sul-Americana contra o Atlético Nacional, em Medellín.

### CNN Brasil
Monalisa Perrone deixou a Globo após 20 anos e fez parte da implantação do canal de notícias CNN Brasil, sendo uma das principais contratações da emissora à época. A jornalista ancorou o programa de estreia do canal ao lado de Evaristo Costa, em 15 de março de 2020, apresentou o telejornal diário Expresso CNN. Em fevereiro de 2022, a CNN Brasil anunciou uma grande reformulação em sua programação para comemorar os dois anos do canal, Monalisa deixou o Expresso e passou a ancorar o Jornal da CNN.  Mas em 1 de dezembro de 2022, Perrone foi demitida da emissora. 

## Prêmios e indicações
Em 2010, recebeu o Troféu Mulher Imprensa de melhor repórter do país, desbancando outras jornalistas importantes, como Sônia Bridi. Monalisa também ganhou o troféu nos três anos seguintes.
| Ano  | Prêmio                 | Categoria                     | Resultado | Ref.          |
| ---- | ---------------------- | ----------------------------- | --------- | ------------- |
| 2010 | Troféu Mulher Imprensa | Melhor Repórter do País       | Venceu    | [ 14 ] [ 16 ] |
| 2011 | Troféu Mulher Imprensa | Melhor Repórter do País       | Venceu    | [ 15 ]        |
| 2012 | Troféu Mulher Imprensa | Melhor Repórter do País       | Venceu    | [ 17 ]        |
| 2013 | Troféu Mulher Imprensa | Melhor Repórter de telejornal | Venceu    | [ 18 ] [ 19 ] |
| 2014 | Troféu Mulher Imprensa | Melhor Repórter de telejornal | Indicado  | [ 20 ]        |

## Filmografia

### Televisão
| Ano     | Título             | Cargo                  | Emissora           |
| ------- | ------------------ | ---------------------- | ------------------ |
| 1996-98 | Acontece           | Apresentadora          | Rede Bandeirantes  |
| 1999-14 | SPTV               | Repórter               | TV Globo São Paulo |
| 2004-14 | SPTV               | Apresentadora Eventual | TV Globo São Paulo |
| 2006-12 | Bom Dia São Paulo  | Apresentadora Eventual | TV Globo São Paulo |
| 2014-19 | Hora Um da Notícia | Apresentadora          | TV Globo           |
| 2015-17 | Jornal Hoje        | Apresentadora Eventual | TV Globo           |
| 2016-19 | Jornal Nacional    | Apresentadora Eventual | TV Globo           |
| 2020-22 | Expresso CNN       | Apresentadora          | CNN Brasil         |
| 2022    | Jornal da CNN      | Apresentadora          | CNN Brasil         |

### Rádio
| Ano       | Nome               | Cargo         | Emissora           |
| --------- | ------------------ | ------------- | ------------------ |
| 1995-1999 | Manhã Bandeirantes | Apresentadora | Rádio Bandeirantes |